# خوسيه مانويل فيلازكيز
خوسيه مانويل فيلازكيز (بالإسبانية: José Manuel Velázquez)‏ (المولود 8 سبتمبر 1990) هو لاعب كرة قدم فنزويلي يلعب حاليًا لنادي إف سي أروكا والمنتخب الفنزويلي كمدافع.

## روابط خارجية
- خوسيه مانويل فيلازكيز على موقع الاتحاد الدولي (مؤرشف)  (الإنجليزية)
- خوسيه مانويل فيلازكيز على موقع قاعدة بيانات كرة القدم.إي يو (الإنجليزية)
- خوسيه مانويل فيلازكيز على موقع ناشيونال فوتبول تيمز (الإنجليزية)
- خوسيه مانويل فيلازكيز على موقع Soccerway.com (الإنجليزية)
- خوسيه مانويل فيلازكيز على موقع AS.com (الإسبانية)